# 타라 린 바
타라 린 바(Tara Lynne Barr, 1993년 10월 2일 ~ )은 미국의 배우이다. 그녀는 《갓 블레스 아메리카》(God Bless America)에 주연으로 출연하였다.

## 출연 작품
- 더 다크니스 (2016)
- 캐주얼 (2015)
- 아쿠아리우스 (2015)
- 갓 블레스 아메리카 (2011)
- 위 올 폴 다운 (2005)
- 로드 킬 (2005)
- 잭과 코디, 우리집은 호텔 스위트 룸 (2005)
- 체킹 아웃 (2005)